# Lingua maori
La lingua maori (nome locale Te Reo Māori) è una lingua polinesiana parlata in Nuova Zelanda.

## Distribuzione geografica
Il maori è la lingua locale degli aborigeni neozelandesi detti essi stessi Maori, i quali comunque parlano fluentemente l'inglese neozelandese. Secondo i dati del censimento neozelandese del 2006, le persone che parlano un po' maori sono 149.000, pari al 4% della popolazione, ma solo 50.000 hanno dichiarato di parlarlo bene o benissimo al censimento.

### Ufficialità
Il maori è lingua ufficiale della Nuova Zelanda, assieme all'inglese e alla lingua dei segni neozelandese.

## Classificazione
Il maori appartiene alla grande famiglia delle lingue austronesiane, più precisamente delle lingue oceaniche, che comprende le lingue polinesiane e si spinge ad ovest fino a comprendere il malgascio, ossia la lingua ufficiale parlata in Madagascar, un'isola al largo del continente africano.

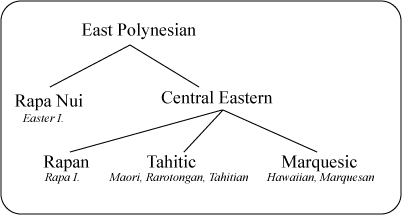
I più importanti sottogruppi delle lingue polinesiane orientali.

I linguisti comparativi classificano il maori come lingua polinesiana; in particolare come lingua polinesiana orientale appartenente al sottogruppo delle lingue tahitiche, che include il rarotongano, parlato nelle meridionali isole Cook, e il tahitiano, parlato a Tahiti nelle Isole della Società. Le altre maggiori lingue del sottogruppo delle lingue polinesiane orientali sono l'hawaiiano, il marchesiano parlato nelle Isole Marchesi, la lingua dell'Isola di Pasqua

Anche se tutte queste lingue presentano similarità e punti di contatto, si tratta di vere e proprie lingue diverse allontanate le une dalle altre nei secoli (un po' come l'italiano, lo spagnolo e il francese) e non di dialetti della stessa lingua. Tuttavia, Tupaia, un tahitiano che navigava al seguito del capitano James Cook nel 1769-1770, riuscì a comunicare con i maori. I parlanti maori generalmente riferiscono che trovano le lingue delle Isole Cook, incluso il Cook Islands Māori o rarotongano, le più facili da capire e parlare tra le altre lingue polinesiane.
Secondo l'edizione 2009 di Ethnologue, la classificazione completa è la seguente:
- Lingue austronesiane
- Lingue maleo-polinesiache
- Lingue maleo-polinesiache centro-orientali
- Lingue maleo-polinesiache orientali
- Lingue oceaniche
- Lingue oceaniche remote
- Lingue oceaniche centrali ed orientali
- Lingue del Pacifico centrale
- Lingue figiane orientali-polinesiane
- Lingue polinesiane
- Lingue polinesiane nucleari
- Lingue polinesiane orientali
- Lingue polinesiane centrali
- Lingue tahitiche
- Lingua maori

## Sistema di scrittura
Per la scrittura viene utilizzato l'alfabeto latino sin dal primo contatto con gli europei. La storia precedente al XVIII secolo è stata tramandata oralmente, attraverso canti e racconti mitici.

### Alfabeto:Te Arapū
| Vocali     | a | e | i | o | u | ā | ē | ī | ō  | ū  |
| Consonanti | h | k | m | n | p | r | t | w | ng | wh |

Il moderno alfabeto maori, chiamato Te arapū oppure Te tātai reta, ha 15 lettere e due delle quali sono digrammi (coppie di caratteri):
- Ng, che rappresenta la nasale velare: [ŋ] come in mangō, squalo,[7]
- e Wh che rappresenta la fricativa bilabiale: [ɸ] come in whare, casa,[8] che suona del tutto simile a "fare" in italiano.

Nei dialetti dell'Isola del Sud queste due consonanti convergono e diventano allofone rispettivamente di K e W: ad esempio il nome della città Whangārei, viene realizzato come [ɸaŋaːɾɛi] in maori standard e [wakaːɾɛi] in maori meridionale.
Ognuna delle cinque vocali, come in tutte le lingue polinesiane, ha forma sia breve che lunga, solitamente denotata da un segno di lunga, il macron, detto tohutō in maori (confronta kahakō in hawaiano, e tārava in tahitiano e pasquense, tra le altre).

### Sillabario:Te Hakamana
Nelle scuole polinesiane è comune insegnare la scrittura tramite un sillabario chiamato Hakamana in maori e Hakalama in hawaiano, le prime quattro sillabe.
|   | H  | K  | M  | N  | P  | R  | T  | W  | NG  | WH  |
| - | -- | -- | -- | -- | -- | -- | -- | -- | --- | --- |
| A | ha | ka | ma | na | pa | ra | ta | wa | nga | wha |
| E | he | ke | me | ne | pe | re | te | we | nge | whe |
| I | hi | ki | mi | ni | pi | ri | ti | wi | ngi | whi |
| O | ho | ko | mo | no | po | ro | to | wo | ngo | who |
| U | hu | ku | mu | nu | pu | ru | tu | wu | ngu | whu |

Data la natura sillabica aperta (senza consonanti finali) tipica delle lingue polinesiane, molti dizionari presentano i lemmi secondo questo ordine sillabico (iniziando da A, proseguendo con HA, KA, MA, NA e finendo con WHU), piuttosto che secondo l'ordine alfabetico che divide le consonanti dalle vocali.

### Maori delle Isole Cook
Per trascrivere il maori delle Isole Cook si usa l'alfabeto rarotongano, Te Arareta, una versione modificata dell'alfabeto māori neozelandese dove V sostitusce W, mentre H e Wh nella maggior parte dei parlanti convergono nella pausa glottidale o iato: [ʔ], una consonante chiamata ʻāmata (confronta la ʻokina hawaiana, ʻeta tahitiana, e'e pasquense) che corrisponde al suono, o meglio all'assenza di suono, rappresentato dal trattino nell'interiezione italiana "Oh-oh!".
| Vocali     | a  | e | i | o | u | ā | ē | ī | ō | ū     |
| Consonanti | ng | k | m | n | p | r | t | v | ʻ | (f~h) |

Il dialetto di Tongareva è l'unico tra le sei varianti di maori delle Isole Cook a mantenere la differenza tra H e Wh, che trascrive come F e che invece nel dialetto di Manihiki converge in H, ma nessuno dei due possiede lo iato nel proprio inventario fonetico. Tuttavia il parlamento, che si trova nella capitale Avarua, sull'isola di Rarotonga, ha deciso di usare il rarotongano come lingua ufficiale del governo, dunque l'uso di H e F nello scritto è oggi dialettale e limitato alle due isole di cui sopra. Così le parole in maori neozelandese haere, andare e whare, casa, corrispondono rispettivamente a ‘aere e ‘are in rarotongano, e Te ʻAre Ariki, "la casa dei capi" ovvero il parlamento delle Cook, corrisponde al neozelandese Te Whare Ariki, "la casa reale" ovvero un casato nobiliare.
Infine, l'ordine alfabetico rarotongano pone Ng (talvolta scritta G per influenza samoana) come prima consonante dopo le vocali, e ʻāmata come ultima lettera.

## Grammatica
L'ordine sintattico delle parole è Verbo Soggetto Oggetto, cioè all'inizio della frase si trova il verbo, poi il soggetto ed infine il complemento oggetto.
Rispetto alle lingue indoeuropee, il verbo maori non presenta una coniugazione personale ricca come in italiano dato che ha sempre la medesima forma per tutte le persone:
E haere ana ahau = io sto andando; E haere ana koe = tu stai andando; E haere ana ia = lui/lei sta andando...
Ma in compenso i verbi sono ricchi di forme temporali, progressive, abituali a noi quasi sconosciute, ad esempio:
I haere ahau = io andai; I te haere ahau= =stavo andando; Ka haere ahau = vado (di solito), andavo (sempre), (ogni volta che) andrò; Kia haere ahau = ché/perché io vada, ché/perché io andassi...
Inoltre il maori ha un sistema di pronomi molto dettagliato, con forme diverse per distinguere l'inclusione o meno dell'interlocutore, e diverse forme di plurale a seconda del numero di parlanti, ad esempio:
māua = "noi due tranne te"
tāua = "noi due incluso tu" 
mātou = "noi tre o più tranne te"
tātou = "noi tre o più incluso tu" 
koe = tu
kōrua = "voi due"
koutou/kōtou = voi tre o più"
rāua = "loro due"
rātou = "loro tre o più"
I nomi sono quasi tutti invariabili. Esiste però un articolo determinativo con forme diverse per singolare e plurale: "te kainga = la casa", "ngā kainga = le case". 
La lingua maori utilizza numerose preposizioni. Anche il complemento oggetto è introdotto da un'apposita preposizione: te tangata = l'uomo (sogg) ; ki te tangata = all'uomo; i te tangata = l'uomo (compl. oggetto) ; me te tangata = con l'uomo; o/a te tangata = dell'uomo.
Bruce Biggs dell'Università di Auckland ha sviluppato una grammatica di maori (Biggs 1998) che descrive le forme possibili di sintagma, individuata come l'unità base della lingua maori. La base o entrata lessicale costituisce il componente centrale del sintagma. Biggs divide le basi in nomi (universali, stativi, locativi e personali) e particelle (parole grammaticali: particelle verbali, pronomi, locativi, possessivi e definiti).
Il nome comprende una base che può prendere un articolo definito, ma non può occorrere come nucleo di un sintagma verbale; per esempio: ika (pesce) o rākau (albero). I nomi generalmente non subiscono variazioni morfologiche per esprimere il numero (singolare o plurale), che viene espresso dall'articolo, ad esempio il definito te (singolare "il/lo/la") può essere ngā (plurale "i/gli/le"). Alcune parole allungano una vocale nel plurale, come wahine (donna) ⇒ wāhine (donne). I parlanti possono derivare i nomi da altri basi aggiungendo i suffissi -nga, -anga, -kanga, -manga, -ranga, -tanga o –whanga. Esiste una corrispondenza tra l'inizio del suffisso del passivo e quello del suffisso della derivazione nominale, così inu bere, inumia, passivo, inumanga, bevanda o bevuta; o tangi, piangere, tangihia, passivo, tangihanga, pianto.

## Esempi
- Kia Ora = Ciao
- Haere mai / Nau mai = Benvenuto
- Ka pai = Tutto bene
- Haere ra = Arrivederci
- Kia kaha = Sii forte

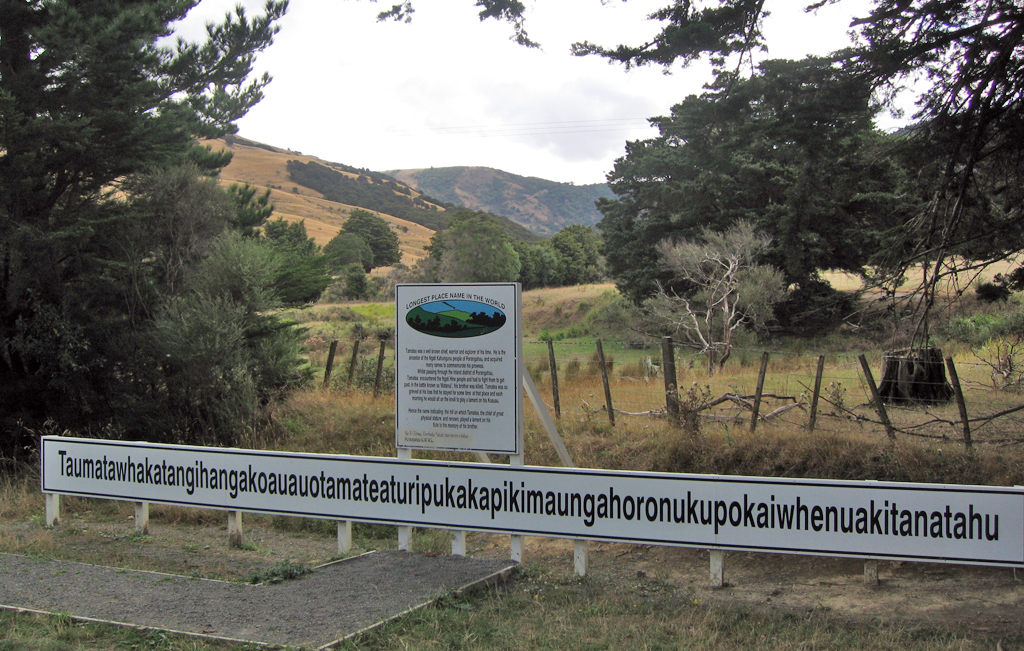
Cartello stradale del Taumatawhakatangihangakoauauotamateaturipukakapikimaungahoronukupokaiwhenuakitanatahu.

- Aotearoa = Terra della lunga nuvola bianca. È il nome con cui era conosciuta la Nuova Zelanda
- Hongi (pronunciato 'onghi') = è il tradizionale saluto maori: fronte contro fronte e naso contro naso
- Pukana = non traducibile - durante la haka è accompagnato dagli occhi strabuzzati, per spaventare il nemico
- Taumatawhakatangihangakoauauotamateaturipukakapikimaungahoronukupokaiwhenuakitanatahu = "Il ciglio della collina, dove Tamatea, l'uomo con le grandi ginocchia, che scivolò giù, salì su e ingoiò le montagne, per percorrere queste terre, che è conosciuto come il mangiatore di terre, suonò con il proprio flauto nasale per la sua amata". Questa parola è anche il toponimo più lungo al mondo.
- Te Ika-a-Māui = L'isola del Nord.
- Te Waipounamu = L'isola del Sud.[11]